# Nickelodeon Universe (American Dream)
Pour les articles homonymes, voir Nickelodeon Universe (Mall of America).
Nickelodeon Universe est un parc d'attractions situé dans l'enceinte du centre commercial American Dream Meadowlands à East Rutherford, New Jersey, États-Unis.

## Histoire
En septembre 2016, le Triple Five Group a annoncé la création d'un second parc d'attractions Nickelodeon Universe. Il prend place dans l'espace intérieur de 3,2 hectares du centre commercial American Dream Meadowlands,. Le projet prévoit l'ouverture de deux montagnes russes battant des records du monde. TMNT Shellraiser, un Euro-Fighter de Gerstlauer, avec le record de la chute la plus inclinée (121,5 degrés) et Shredder, un parcours de montagnes russes tournoyantes annoncé comme le plus grand et le plus long de ce type au monde.
Le parc ouvre le 25 octobre 2019.
Le 13 mars 2020, Triple Five annonce la fermeture du centre commercial en raison de la pandémie de COVID-19,. Malgré la crise, American Dream déclare vouloir ajouter huit nouvelles attractions au parc à thème Nickelodeon Universe, en s'appuyant sur son succès précoce.
Enfin, après 4 mois, le 3 septembre 2020, Triple Five annonce que la réouverture du parc d'attractions, du parc aquatique, de la patinoire et du mini-golf le 1er octobre 2020, tout en limitant la capacité d'accueil de 25%.

## Les attractions

### Montagnes russes
- TMNT Shellraiser - Euro-Fighter de Gerstlauer ouvert le 25 octobre 2019 avec le parc. Il est le parcours de montagnes russes avec la chute inclinée la plus importante du monde (121,5 degrés).
- The Shredder - Montagnes russes tournoyantes de Gerstlauer ouvertes le 2 novembre 2019.
- Nickelodeon Slime Streak - Montagnes russes junior de Chance Rides ouvertes le 25 octobre 2019 avec le parc.
- Sandy's Blasting Bronco - Montagnes russes lancées d'Intamin ouvertes le 1er octobre 2020.
- Timmy's Half-Pipe Havoc - Half Pipe Coaster d'Intamin ouvertes le 7 décembre 2019.

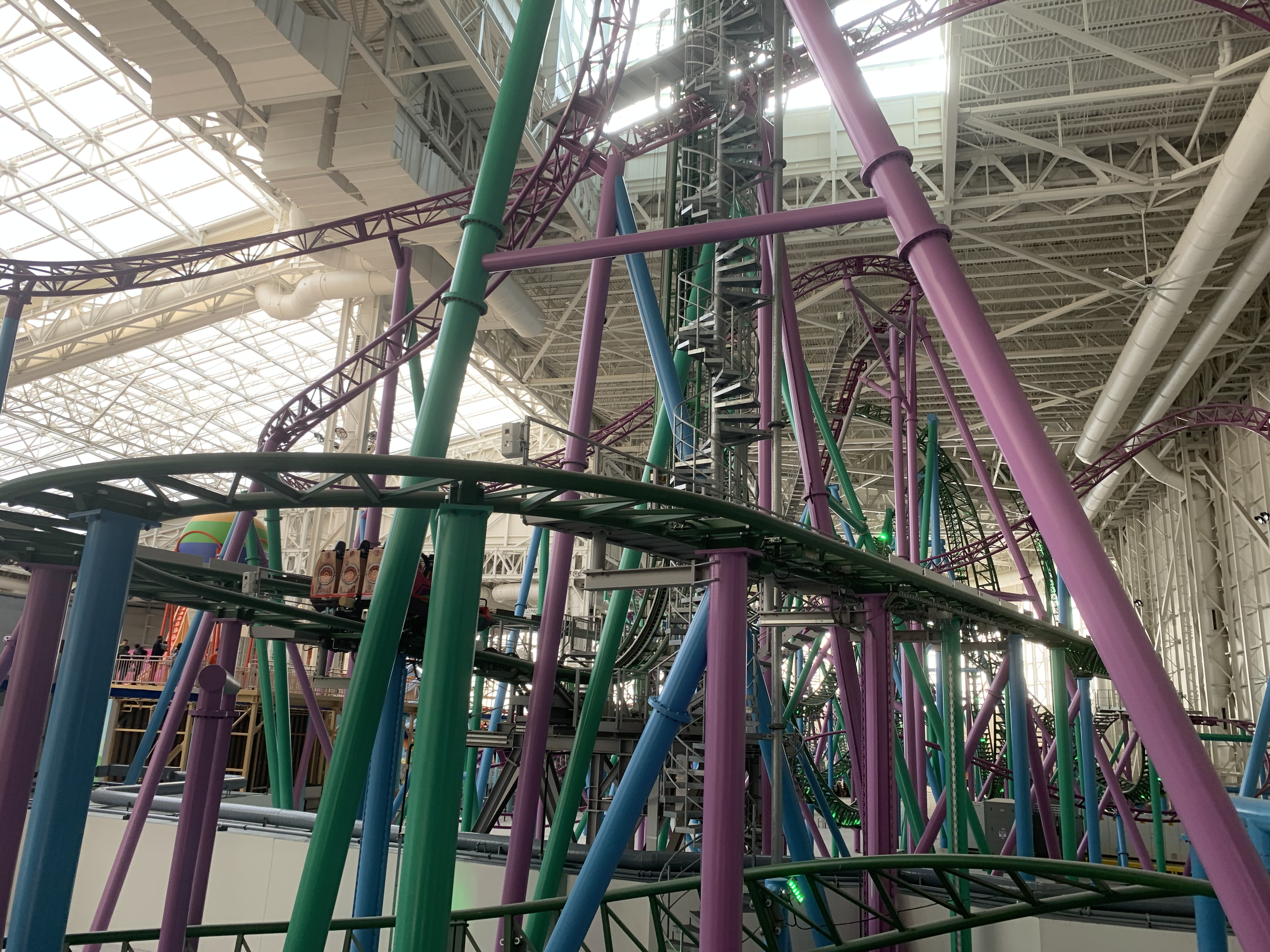
TMNT Shellraiser
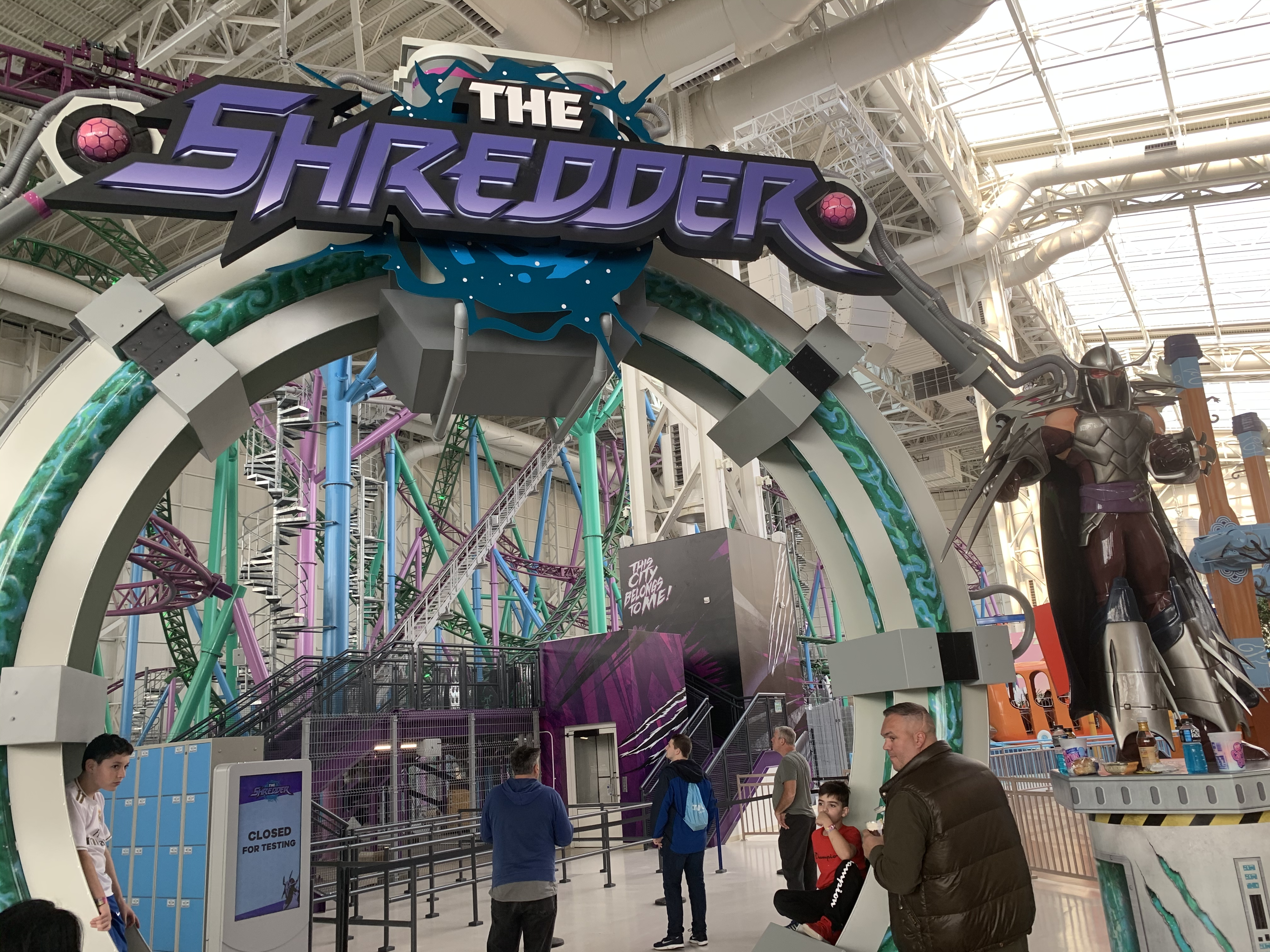
The Shredder
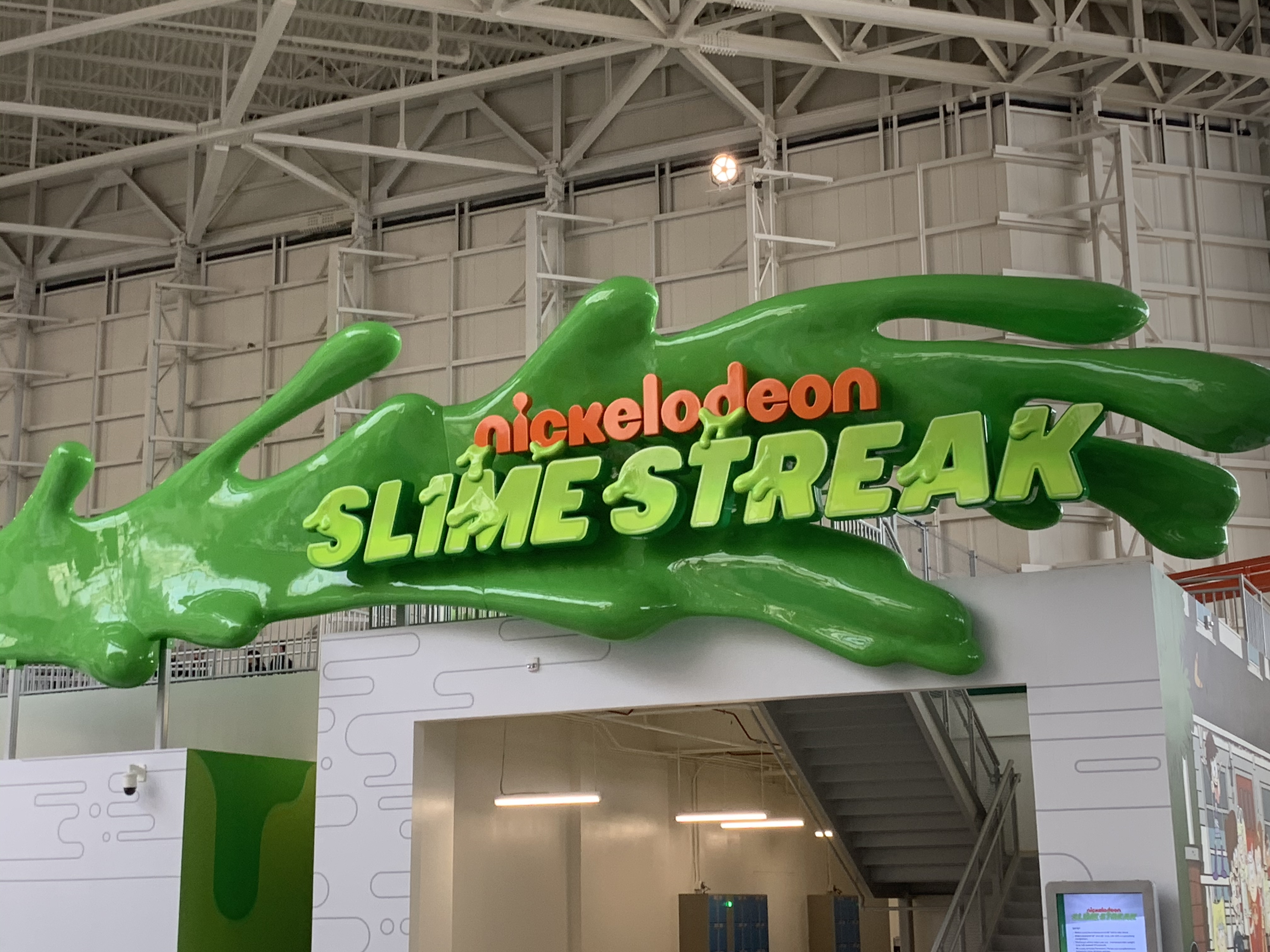
Nickelodeon Slime Streak
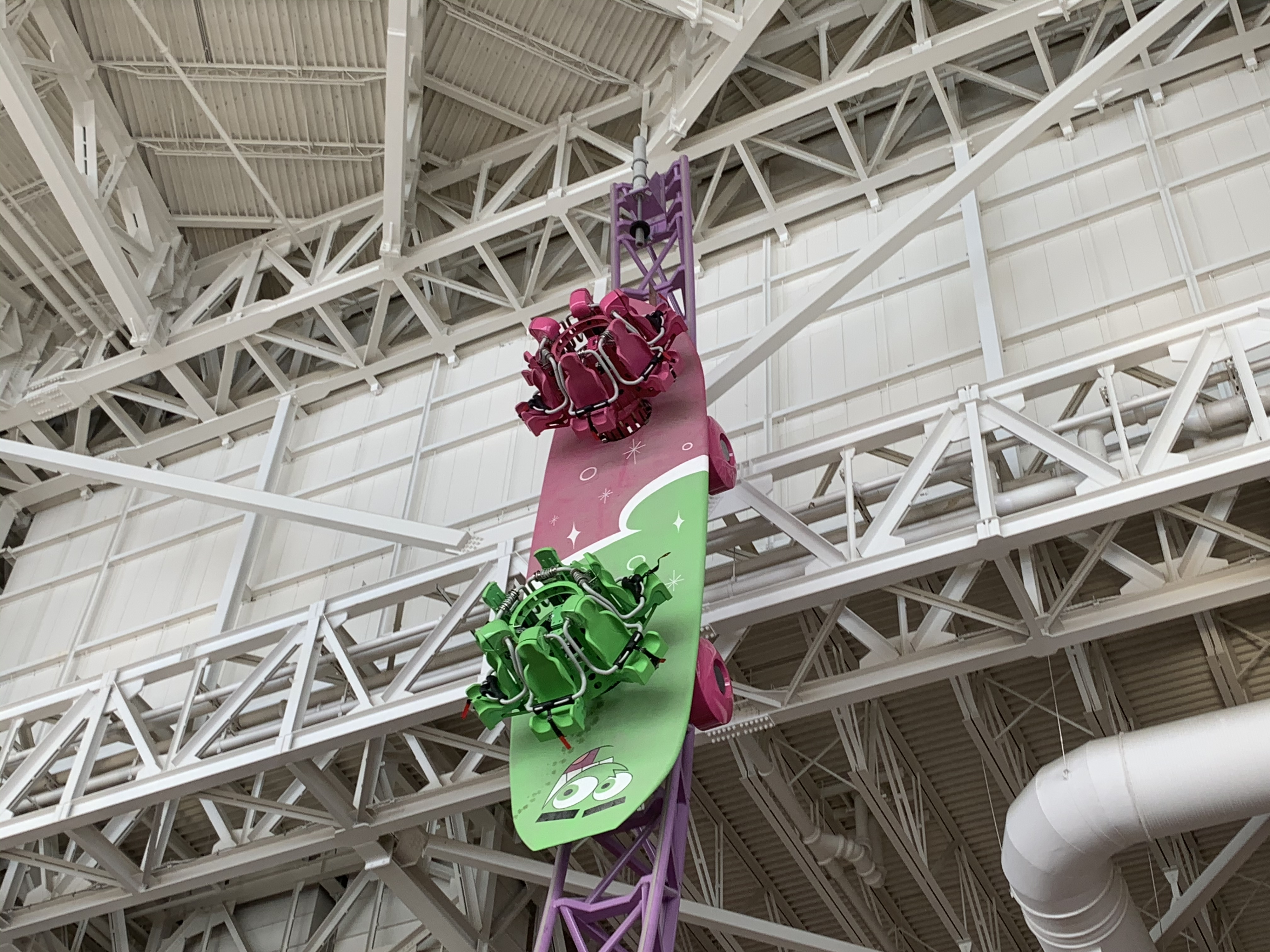
Timmy's Half-Pipe Havoc

### Autres attractions
- Aang's Air Gliders - Air Race de Zamperla (2019) sur le thème de Avatar, le dernier maître de l'air.
- Bikini Bottom Crosstown Express - Rockin' Tug de Zamperla (2019) sur le thème de Bob l'éponge.
- Blaze's Monster Truck Rally - Convoy de Zamperla (2019) sur le thème de Blaze et les Monster Machines.
- Blue's Skidoo- Manège pour enfants (2019) sur le thème deJeu de Bleue.
- Dora's Sky Railway - Monorail (2019) sur le thème de Dora l'exploratrice.
- Fairly Odd Airways - Flying Tigers	de Zamperla (2019) sur le thème de Fairly OddParents.
- Invader Zim's Flip & Spin... OF DOOM! - Autos tamponneuses (2019) sur le thème de Invader Zim.
- Jimmy Neutron's Atom Smasher - Unicoaster de Chance Rides (2019) sur le thème de Jimmy Neutron.
- Legends of the Hidden Temple Challenge - Structure d'escalade sur le thème de Legends of the Hidden Temple.
- Nickelodeon Skyline Scream - Tour de chute rotative de 38,1 m de S&S - Sansei Technologies (7 novembre 2019). C'est la plus haute tour de ce type dans un parc intérieur. Le record était détenu par Space Shot de Galaxyland avec 37 m.
- PAW Patrol Adventure Bay - Aire de jeu (2019) sur le thème de PAW Patrol : La Pat' Patrouille.
- Pup, Pup, and Away - Grande roue de Zamperla (2019) sur le thème de PAW Patrol : La Pat' Patrouille.
- Ren & Stimpy's Space Madness Tour de chute de Zierer (2019) sur le thème de Ren et Stimpy.
- Rugrats Reptar Go-Round - Carrousel à double étages de Chance Rides (2019) sur le thème des Les Razmoket.
- Shimmer & Shine Jumping Genies - Jump Around de Zamperla (2019) sur le thème de Shimmer et Shine.
- SpongeBob's Jellyfish Jam - Chaises volantes de Zierer (2019) sur le thème de Bob l'éponge.
- Kraang Prime Pandemonium! - Attraction pendulaire de Zamperla (2019) sur le thème de l'extraterrestre Krang dans Tortues Ninja.

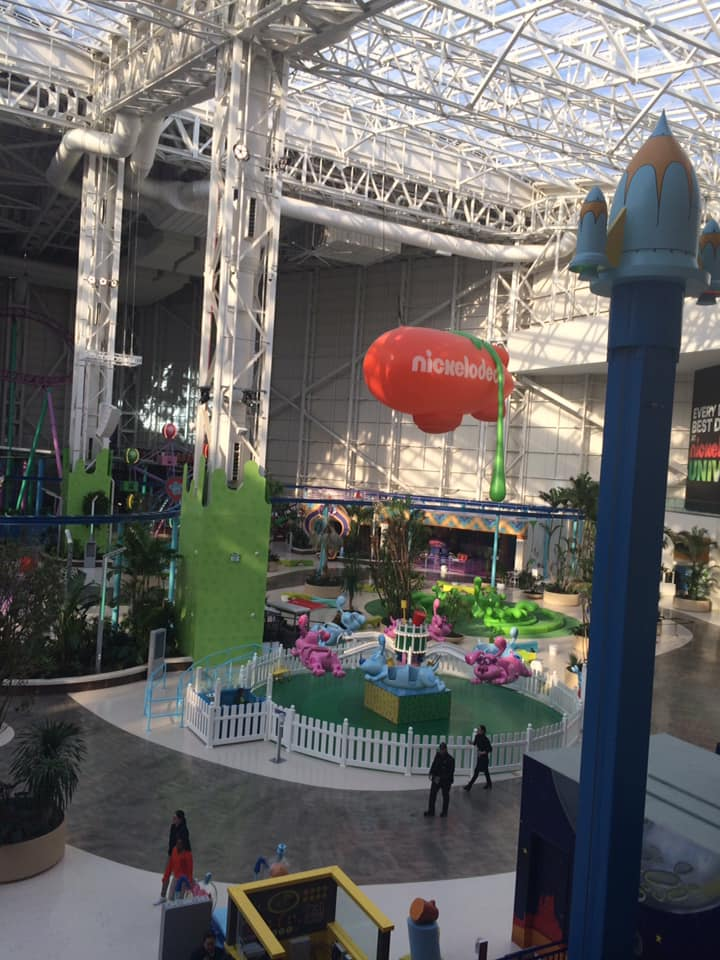
Vue globale
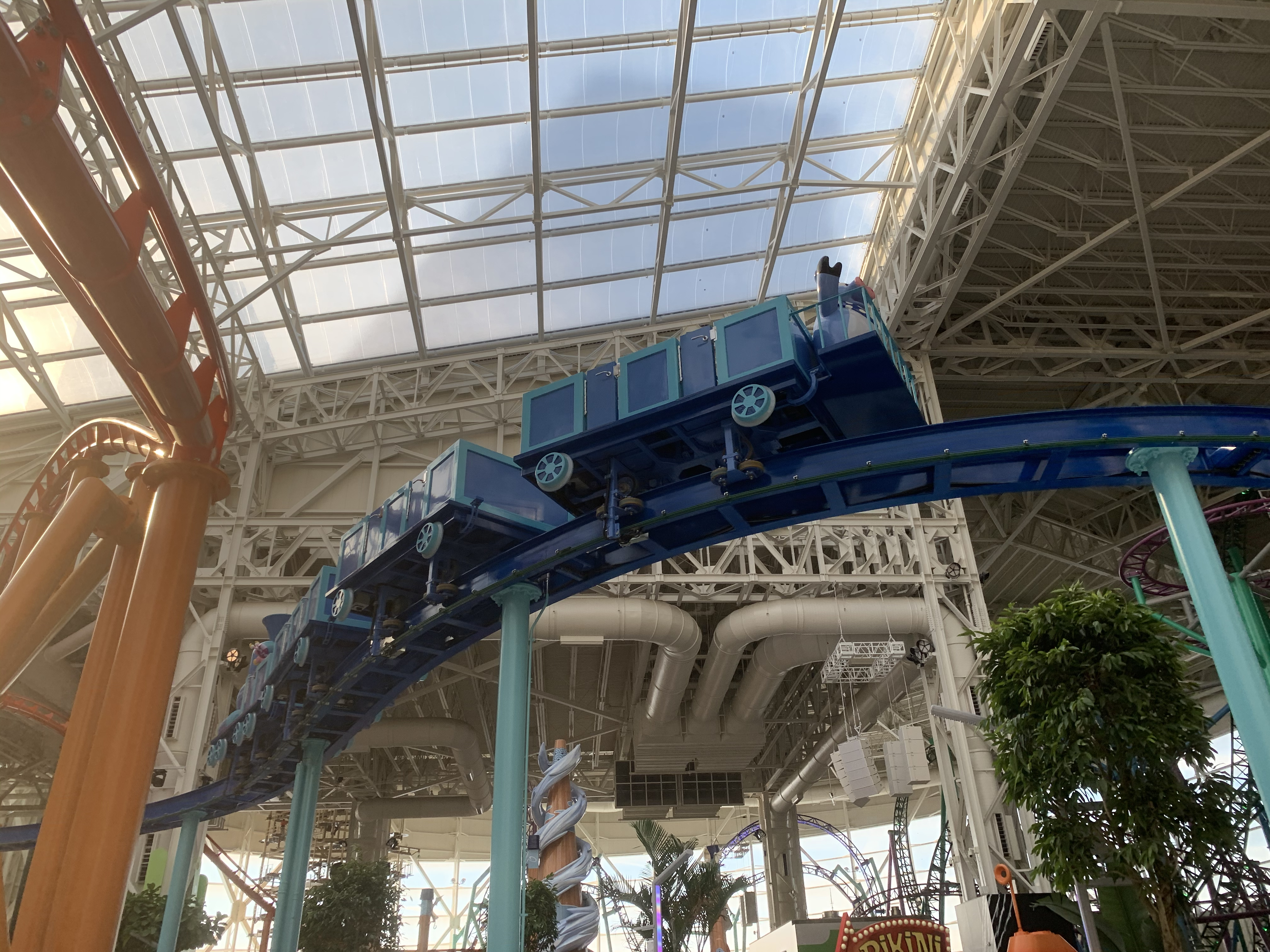
Dora's Sky Railway
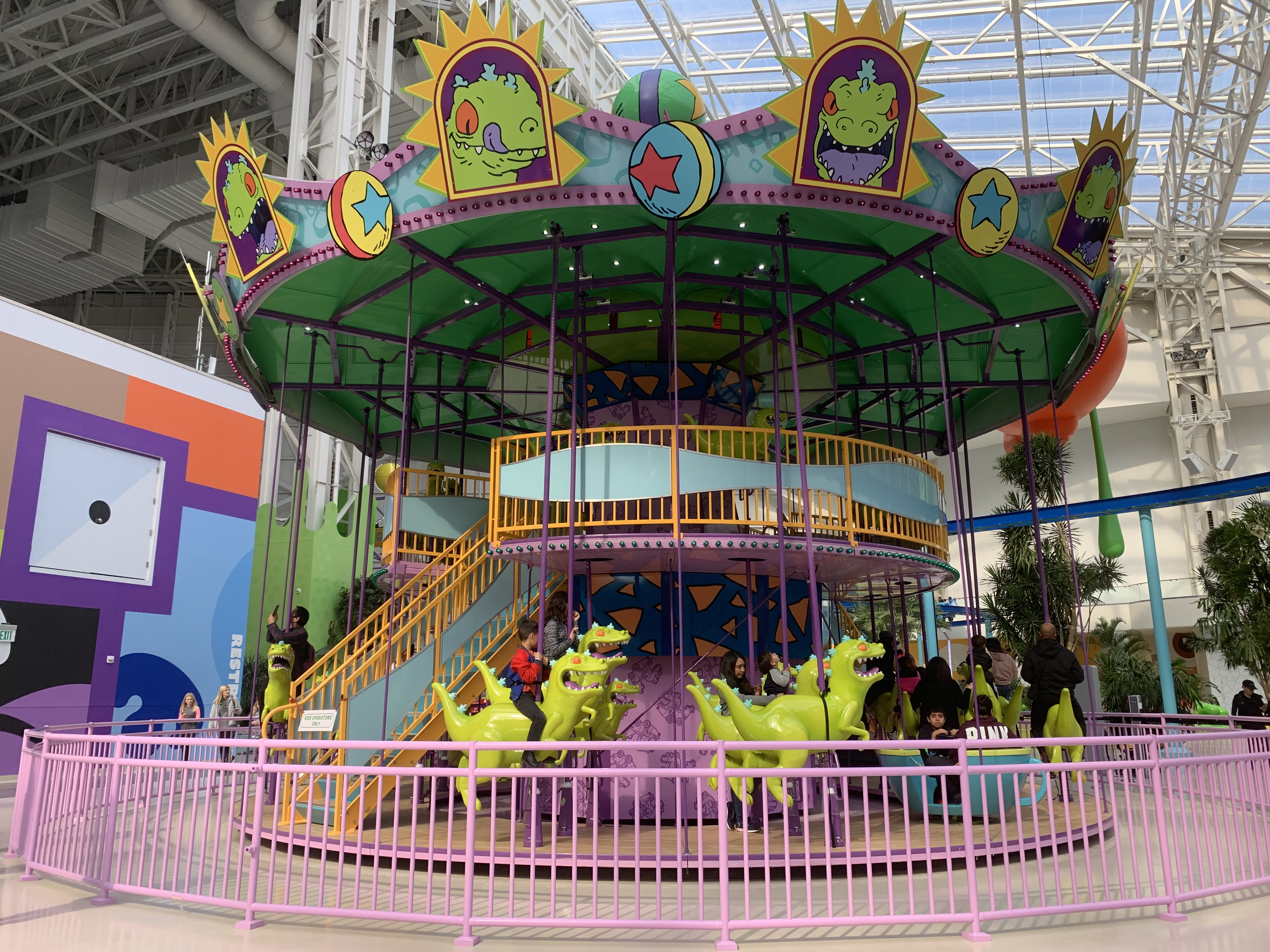
Rugrats Reptar Go-Round
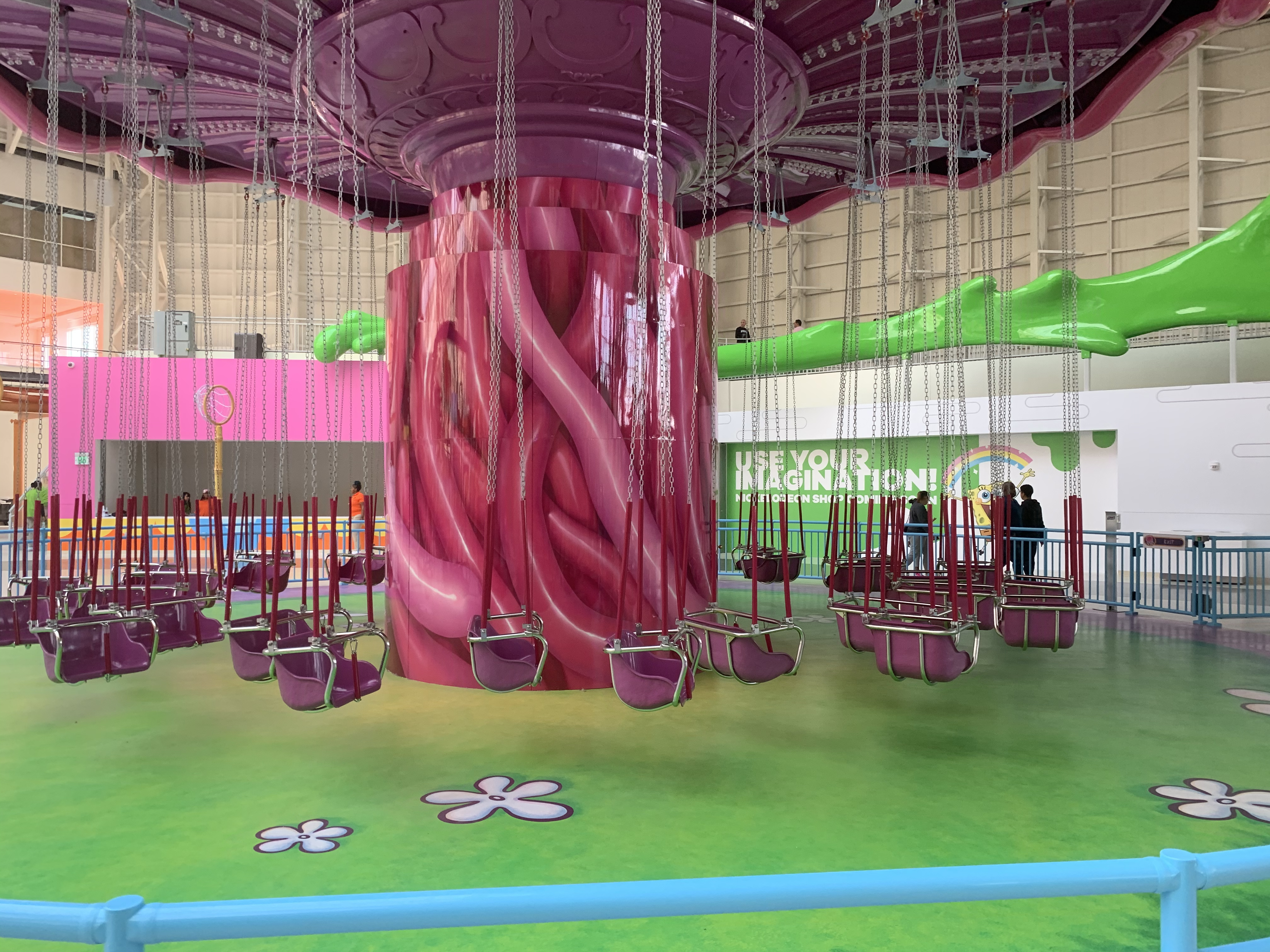
SpongeBob's Jellyfish Jam
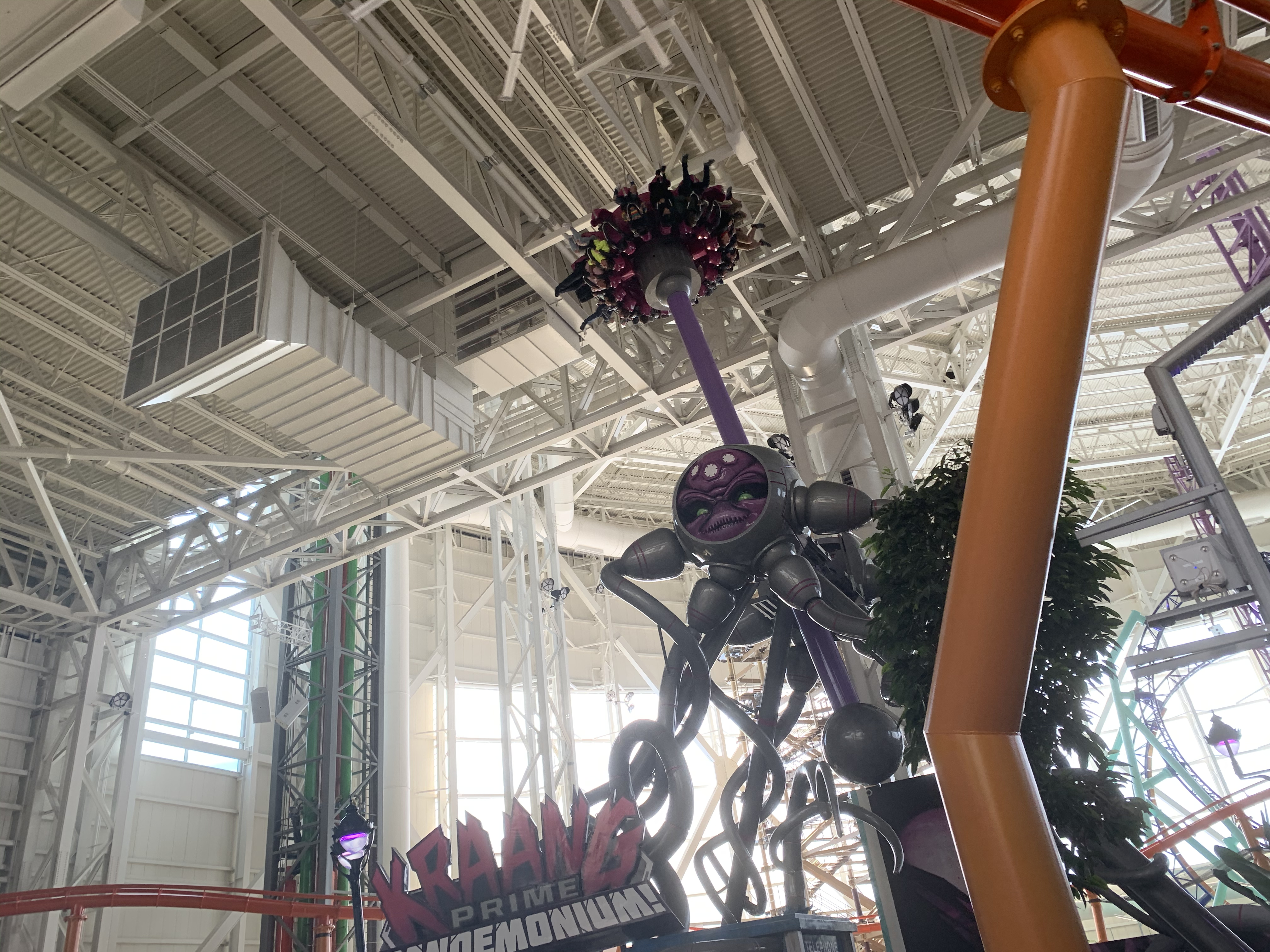
Kraang Prime Pandemonium!